# Tuibrug Godsheide
De Tuibrug bij Godsheide is een van 1977 tot 1979 gebouwde brug over het Albertkanaal bij Godsheide in de Belgische provincie Limburg, waarover gewestweg N732 en fietssnelweg F701 lopen.
De tuibrug werd gebouwd om een expresweg tussen Hasselt en Genk aan te leggen, maar deze wegverbinding is er uiteindelijk nooit gekomen. Decennialang was enkel één brughelft in gebruik met daarop slechts een lokale weg, waardoor de brug thuishoorde in de categorie van grote nutteloze werken. Sinds 2022 is de brug echter ook in gebruik genomen als fietssnelweg en ecopassage, waardoor het hele brugdek nu een nuttige bestemming gekregen heeft.

## Geschiedenis
Oorspronkelijk was de N75 tussen Hasselt en Genk gepland via huidige N702, de tuibrug van Godsheide en de noordrand van het natuurgebied De Maten. De expresweg zou langs de noordelijke rand van het natuurreservaat De Maten lopen. Tussen Hasselt en de tuibrug van Godsheide zou de weg een aansluiting hebben op de autosnelweg A24, die in 1977 geschrapt werd.
De in Godsheide gebouwde tuibrug over het Albertkanaal getuigt van de mentaliteitsverandering ten opzichte van de bouw van nieuwe autosnelwegen en expreswegen in de jaren zeventig van de 20e eeuw. Deze brug, de langste tuibrug van België, moest Hasselt met Genk helpen verbinden. Alles was bij het toenmalige Bestuur der Wegen klaar om de weg aan te leggen. Het gemeentebestuur van Genk maakte echter gebruik van een nieuwe wet om de aanleg van de weg te verhinderen. Tot dan toe kon het Bestuur der Wegen dergelijke wegen aanleggen zonder de toestemming van de gemeenten waar de weg door liep, maar door de nieuwe wet was die toelating wel vereist. Genk gaf de toelating niet en het hele project werd vervolgens opgeborgen. De tuibrug is een van de twee kunstwerken die reeds gebouwd zijn om een expresweg tussen Hasselt en Genk aan te leggen. Ook een reeds gebouwde brug onder een spoorweg in Genk bleef daardoor onbenut.

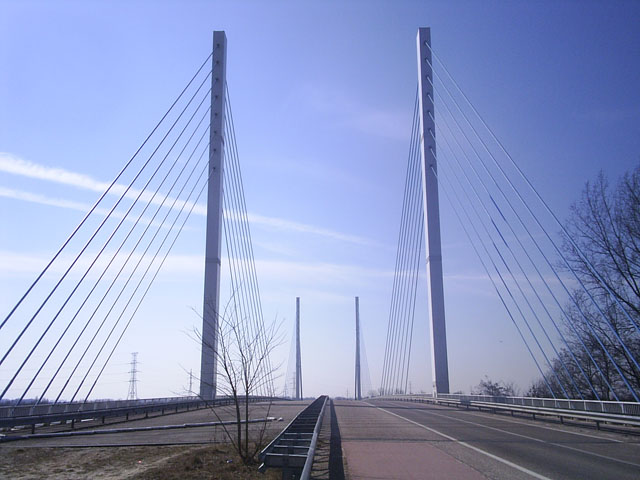
De tuibrug voor de herinrichting

Later werd de brug alsnog gedeeltelijk in gebruik genomen voor een lokale weg (N732) tussen de twee door het Albertkanaal gescheiden delen van Godsheide. Slechts één brughelft werd daarbij gebruikt voor 2 rijstroken en een dubbelrichtingsfietspad, de andere brughelft lag er verlaten bij.
Er werd overwogen om de brug te gebruiken voor een sneltramverbinding tussen Hasselt en Genk (Spartacuslijn 2), maar deze piste werd verlaten voor een tracé dat parallel loopt met de Boudewijnlaan aan de zuidzijde van het Albertkanaal als HOV-verbinding.
Tussen september 2021 en eind 2022 werd de brug verhoogd en heringedeeld. Net als de andere bruggen over het Albertkanaal moest deze brug verhoogd worden van zijn oorspronkelijke doorvaarthoogte van 6,8 meter naar 9,1 meter. Daarvoor werden de stalen pylonen samen met het brugdek opgevijzeld.
Ook de landhoofden werden mee opgehoogd en moesten dus heraangelegd worden. De aanpassing hiervan werd aangegrepen om de aanlandingen en het brugdek anders in te delen. De lokale weg met 2x1 rijstroken werd naar de oostelijke brughelft opgeschoven, zodat ten westen daarvan een breed dubbelrichtingsfietspad als onderdeel van de fietssnelweg F701 tussen Hasselt en Genk aangelegd kon worden. Daarnaast werd ook een vergroende recreatieve strook aangelegd op de restruimte aan de westzijde van de brug, terwijl aan de oostzijde van de brug een ecopassage aangelegd werd.

## Huidige situatie

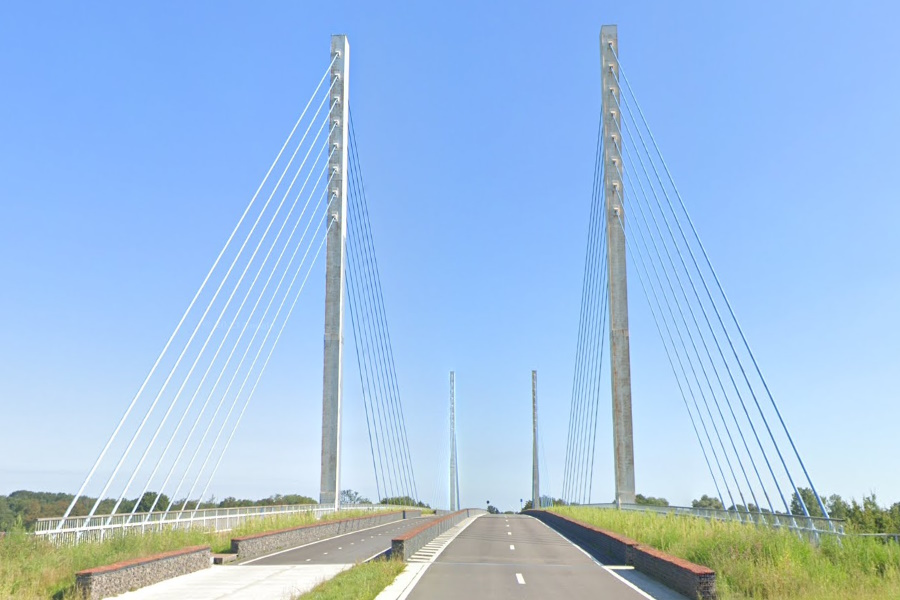
De tuibrug na de herinrichting

De tuibrug heeft net zoals de andere bruggen op het Albertkanaal een doorvaarthoogte van 9,1 meter. De brug is 319 meter lang en heeft een centrale overspanning van 207 meter, waarmee het de langste tuibrug van België is.
Het brugdek is 26 meter breed. Aan de westzijde is een 6 meter brede recreatieve zone aanwezig, bestaande uit laag begroeide groenzones met een slingerend houten pad dat als uitkijkpunt gebruikt kan worden. Daarnaast bevindt zich een 4 meter breed dubbelrichtingsfietspad van de fietssnelweg F701 tussen Hasselt en Genk. Vervolgens bevindt zich op de andere brughelft een ruim 5 meter brede 2x1 lokale weg (N732) die Godsheide ten noorden en ten zuiden van het Albertkanaal met elkaar verbindt. Aan de oostzijde van de brug bevindt zich tot slot een 6 meter brede laag begroeide groenzone die dienstdoet als ecopassage tussen natuurgebied De Maten aan de noordzijde van het Albertkanaal en de Demervallei aan de zuidzijde. Tussen elke strook staat een laag muurtje bestaande uit schanskorven.